# Pompano Beach
Pompano Beach ist eine Stadt im Broward County im US-Bundesstaat Florida mit 112.046 Einwohnern (Stand: 2020). Das Stadtgebiet hat eine Größe von 57,4 km².

## Geografie
Pompano Beach liegt etwa 30 Kilometer nördlich von Miami und etwa 10 Kilometer von Fort Lauderdale entfernt am Atlantischen Ozean. Die Stadt stellt eine principal city der Metropolregion Miami dar. Angrenzende Kommunen im Uhrzeigersinn sind Lauderdale-by-the-Sea, Fort Lauderdale, North Lauderdale, Margate, Coconut Creek, Deerfield Beach, Lighthouse Point und Hillsboro Beach.

### Klima
Das Klima ist mild und warm. Statistisch regnet es jedoch in den Sommermonaten an etwa 50 % der Tage. Die höchsten Temperaturen sind im Mai bis Oktober, mit bis zu 29 °C. Die kältesten Monate von Dezember bis Februar mit durchschnittlich nur 12 °C. Schneefall ist in der Region nahezu unbekannt.

## Geschichte
Pompano Beach wurde etwa um 1900 gegründet und 1907 als Stadt eingetragen. Während des Landbooms in den 1920er Jahren wuchs die Stadt sehr schnell. 1950 betrug die Bevölkerung bereits 5682 Einwohner. Der nächste Wachstumsschub kam wie bei den meisten Städten in Florida gegen Ende des 20. Jahrhunderts. Viele Rentner nutzen die Stadt als 2. Wohnsitz in den Wintermonaten.

### Demographische Daten
Laut der Volkszählung 2010 verteilten sich die damaligen 99.845 Einwohner auf 55.885 Haushalte. Die Bevölkerungsdichte lag bei 1876,8 Einw./km². 62,2 % der Bevölkerung bezeichneten sich als Weiße, 28,9 % als Afroamerikaner, 0,3 % als Indianer und 1,3 % als Asian Americans. 4,5 % gaben die Angehörigkeit zu einer anderen Ethnie und 2,4 % zu mehreren Ethnien an. 17,5 % der Bevölkerung bestand aus Hispanics oder Latinos.
Im Jahr 2010 lebten in 23,7 % aller Haushalte Kinder unter 18 Jahren sowie in 33,9 % aller Haushalte Personen mit mindestens 65 Jahren. 53,5 % der Haushalte waren Familienhaushalte (bestehend aus verheirateten Paaren mit oder ohne Nachkommen bzw. einem Elternteil mit Nachkommen). Die durchschnittliche Größe eines Haushalts lag bei 2,27 Personen und die durchschnittliche Familiengröße bei 3,00 Personen.
20,4 % der Bevölkerung waren jünger als 20 Jahre, 25,8 % waren 20 bis 39 Jahre alt, 29,1 % waren 40 bis 59 Jahre alt und 24,5 % waren mindestens 60 Jahre alt. Das mittlere Alter betrug 43 Jahre. 51,0 % der Bevölkerung waren männlich und 49,0 % weiblich.
Das durchschnittliche Jahreseinkommen lag bei 39.943 $, dabei lebten 20,7 % der Bevölkerung unter der Armutsgrenze.
Im Jahr 2000 war Englisch die Muttersprache von 76,38 % der Bevölkerung, Spanisch sprachen 9,34 % und 14,28 % hatten eine andere Muttersprache.

## Sehenswürdigkeiten
Folgende Objekte sind im National Register of Historic Places gelistet:
- Hillsboro Inlet Light Station
- Pompano Beach Mound
- Sample Estate
- Sample-McDougald House

## Verkehr
Durch das Stadtgebiet führen die Interstate 95, der U.S. Highway 1 sowie die Florida State Roads A1A, 5, 811, 814 und 845. Außerdem tangiert der Florida’s Turnpike am Westrand die Stadt. Sie besitzt zudem einen Haltepunkt an der von der Tri-Rail betriebenen Eisenbahnverbindung von Mangonia Park nach Miami. Pompano Beach ist per Flugzeug national über den Pompano Beach Airpark und international über den Fort Lauderdale-Hollywood International Airport zu erreichen.

## Wirtschaft
Die größten Arbeitgeber waren 2018:
| Arbeitgeber                | Arbeitnehmer |
| -------------------------- | ------------ |
| City of Pompano Beach      | 1179         |
| Point Blank Enterprises    | 1103         |
| John Knox Village          | 905          |
| PPI, Inc.                  | 750          |
| Walmart                    | 749          |
| Broward County Corrections | 686          |
| Publix                     | 589          |
| American Medical Response  | 532          |
| Freshpoint Produce & Dairy | 500          |
| FedEx Ground               | 452          |

## Parks und Sportmöglichkeiten
Es gibt ein breites Angebot von 17 verschiedenen Stadtparks sowie mehrere sportliche Einrichtungen sowie Spielwiesen und Möglichkeiten zum Camping. An Sportmöglichkeiten werden Softball, Baseball, Football, Basketball, Soccer und Schwimmen, Fischen, Hochseefischen und Yachting angeboten. Eine großzügig angelegte Strandpromenade mit Yachthafen ist für Urlauber und Touristen der Hauptanziehungspunkt.

## Schulen
- Blanche Ely High School Football
- Broward Community College BCC
- Broward County School Board
- Cardinal-Gibbons High School
- Cypress Elementary School
- Florida Atlantic University FAU
- Florida State University
- Palm View Elementary School
- Pompano Beach Middle School
- "Charles Drew Elementary"

## Weiterführende Bildungseinrichtungen
- Blanche Ely High School (mit ca. 2650 Studenten)
- Florida College of Natural Health (mit ca. 300 Studenten)
- Travel Professionals Institute
- Pompano Beach High School (mit ca. 650 Studenten)
- Weitere fortführende Bildungseinrichtungen gibt es im ca. 6 km entfernt liegenden Fort Lauderdale:
  - das Keiser College (mit etwa 2800 Studenten),
  - das Broward Community College (mit etwa 12.500 Studenten),
  - das Art Institute (mit etwa 2500 Studenten),
  - die Nova Southeastern University (mit etwa 12.500 Studenten).
- In Miami befinden sich:
  - die Barry University (mit etwa 5700 Studenten) und,
  - das Miami-Dade Community College (mit etwa 25.300 Studenten)

## Kliniken
- North Broward Medical Center
- Weitere Kliniken gibt es im etwa sechs Kilometer entfernten Fort Lauderdale wie das Atlantik Shores Hospital, das Holy Cross Hospital sowie das Imperial Point Medical Center.

## Religion
In Pompano Beach gibt es derzeit 82 verschiedene Kirchen von 18 unterschiedlichen Konfessionen. Unter den zu einer Konfession gehörenden Kirchen ist die Baptistengemeinde mit 21 Kirchen am stärksten vertreten. Weiterhin gibt es 9 zu keiner Konfession gehörende Kirchen (Stand: 2004).

## Kriminalität
Die Kriminalitätsrate lag im Jahr 2010 mit 499 Punkten (US-Durchschnitt: 266 Punkte) im hohen Bereich. Es gab sieben Morde, 50 Vergewaltigungen, 364 Raubüberfälle, 571 Körperverletzungen, 1101 Einbrüche, 3529 Diebstähle, 367 Autodiebstähle und zehn Brandstiftungen.

## Söhne und Töchter der Stadt
- Iris Davis (1950–2021), Sprinterin
- Mulern Jean (* 1992), haitianische Hürdenläuferin
- Lamar Jackson (* 1997), American-Football-Spieler
- Kodak Black (* 1997), Rapper